# Louis Andrieux
Louis Andrieux (ur. 23 lipca 1840 w Trévoux, zm. 26 sierpnia 1931 w Paryżu) – francuski polityk, parlamentarzysta.

## Życiorys
Ukończył studia prawnicze i rozpoczął praktykę adwokacką w Lyonie w 1863. Współpracował z czasopismami opozycyjnymi. W 1870 został skazany na trzy miesiące więzienia. Od września tego roku był prokuratorem w Lyonie. W 1876 został wybrany do Izby Deputowanych (niższej izby parlamentu), a po jej rozwiązaniu ponownie uzyskał mandat w 1877, a następnie w 1881.
Od marca 1879 do lipca 1881 był prefektem policji w Paryżu, a od października 1881 do kwietnia 1882 ambasadorem Francji w Hiszpanii. Po raz kolejny został wybrany do Izby Deputowanych w 1885. W 1903 został senatorem, ale wybory te zostały unieważnione.
Opublikował min. Souvenirs d'un préfet de police w 1885.
Był wolnomularzem.
Jego nieślubnym synem był pisarz Louis Aragon.